# علي الروبي
اللواء على باشا الروبى قائد عسكري مصري. كان أحد معاوني أحمد عرابي وشارك في الثورة العرابية. وبعدها شارك في الحرب الإنجليزية المصرية عام 1882 . حتي تم القبض عليهم وحكم عليه بالنفي.

## نشأته
هو فلاح مصري من مواليد قرية (دفنو) إحدى قرى مركز إطسا بالفيوم.
تعلم في كتاب القرية وأجاد القراءة والكتابة، وحفظ القرآن الكريم، ولما بلغ الخامسة عشرة التحق بالأزهر الشريف.
إنضم بعد دراسته بالأزهر الشريف الي الجيش.

## حياته
بعد انضمامه لجيش الخديو سعيد أبلى بلاءً حسناً في الحملة التي وجهت إلى الحبشة حتى تقرر ترقيته إلى رتبة قائمقام، ثم رتبة أميرالاى، وكان أحمد عرابى وقتها يشغل منصباً إدارياً ثم ترك وزارة الحربية، وعين كبيراً لمعاونى وزارة الداخلية، ثم رئيساً لمحكمة المنصورة، ثم نقل رئيساً لمحكمة مصر.. ثم عاد وانضم مرة أخرى للجيش عندما بدأت تباشير الحركة العرابية والتي كان من أخلص رجالها، ونال رتبة اللواء، كما نال لقب الباشوية في عهد وزارة محمود سامى البارودى، وكان من النادر أن يحصل مصري على رتبة لواء، حيث كانت الرتب العليا في الجيش قاصرة على الأتراك والشراكسة.
عندما جاءت وزارة البارودى تم تعيينه وكيلاً لوزارة السودان فكان وكيل أول وزارة للسودان في تاريخ مصر(--*)
والواقع أن علي الروبي هو المؤسس الأول للجمعية السرية لضباط الجيش المصري الوطنيين عام 1879 م أي في أواخر عهد الخديو إسماعيل والتي كانت تهدف إلي فتح باب الترقي أمام المصريين والقضاء علي الخديو إسماعيل، وأن أحمد عرابي انضم إلي هذه الجمعية بعد أن أسسها علي الروبي وأن العلاقة بين علي الروبي و عرابي توطدت أثناء حرب الحبشة و خاصة عندما عين علي الروبي رئيسا لفرع المهمات، وقد ساعد علي توطيد العلاقة بينهما الاتجاه الوطني المشترك لكل منهما
وتذكر الوثائق البريطانية أن الخديو إسماعيل بعد أن علم بالجمعية السرية التي أسسها علي الروبي اعتمد عليه وعلي عرابي في العمل علي إسقاط الوزارة الأوربية التي كانت تحد من نفوذ الخديو
وعندما قامت الثورة العرابية كانت ثقة عرابي في علي الروبي قوية لدرجة أنه وضعه في المناصب الحساسة والمؤثرة في مسيرة الثورة، فعندما عين عرابي وزيرا للحربية رقي علي الروبي إلي رتبة اللواء، وعندما تآمر الضباط الجراكسه علي الثورة العرابية شكل عرابي مجلسا عسكريا لمحاكمتهم من خمسة عشر عضوا كان من بينهم علي الروبي، وعندما أسس عرابي المجلس العرفي للتشاور في أمور البلاد اختار علي الروبي ضمن أعضائه، وعندما تأزمت علاقة العرابيين بالخديو حتي وصل الأمر إلي أن أمر الخديو بعزل عرابي، قام الروبي بين أعضاء المجلس العرفي يوضح دور عرابي في الدفاع عن الوطن وشرف الدين منددا بالخديو الذي يريد تسليم البلاد للإنجليز وموضحا ضرورة الإستمرار في الحرب حتي لا يدخل الإنجليز البلاد ويهتكوا الأعراض ويعتدوا علي المقدسات وبعد أن انتهي علي الروبي من كلمته تعالت أصوات الحاضرين بحياة عرابي وبضرورة تواجده علي رأس الجيش
وعندما قامت الحرب بين العرابيين والإنجليز عين عرابي اللواء علي الروبي قائدا لمنطقة مريوط العسكرية، ونتيجة لإصابة راشد باشا حسني وعلي باشا فهمي في معركة القصاصين استدعي عرابي اللواء علي الروبي لقيادة منطقة التل الكبير لثقته فيه وفي قدرته علي إدارة الحرب لأنه كما يذكر"كان حائزا لأعظم الصفات الممدوحة التي لا يمكن القيام بحصرها
وفي التل الكبير كانت المعركة الفاصلة بين العرابيين والإنجليز ؛ وقد حضر علي الروبي عصر يوم 12 سبتمبر 1882م إلي التل الكبير وكانت المعركة فجر 13 سبتمبر، وهنا نقرر أنه ليس في إمكان أي قائد أن ينظم قواته خلال ساعات معدودة ويترتب علي ذلك انه لا يمكننا أن نرجع عدم القدرة علي الصمود أمام الإنجليز إلي اللواء علي الروبي بقدر ما يمكننا إرجاعه إلي عنصر المفاجأة والتغير السريع في القيادة، كما يمكن إرجاعه إلي انضمام بعض الخونة من أعوان الخديو إلي الإنجليز مثل علي يوسف (خنفس باشا) الذي أبلغ خطط وتحركات الجيش المصري للأعداء
وبعد الهزيمة إتجه كل من عرابي وعلي الروبي إلي القاهرة في قطار (10) وذهبا إلي مقر وزارة الحربية لمشاورة أهل الرأي في البلاد فيما حدث وانتهي الأمر بالتسليم، وقدم اللواء علي الروبي إلي المحاكمة (11) ، وحكم عليه بالنفي إلي جهة مصوع بالسودان لمدة عشرين سنة، وتجريده من رتبه ونياشينه
يروى التاريخ أنه الوحيد من من بين أبطال الثورة العرابية الذي أعلن في شجاعة عن مسئوليته عن كل الأعمال التي قام بها أوشارك فيها ورفض أن يدافع عنه محام إنجليزى، كما أنه الوحيد من بين زعماء الثورة العرابية الذي رفض تقديم التماس بالعفو إلى الخديوى، ولذا ظل في منفاه بسواكن في السودان حتى وافته المنية، ولم تزل رفاته بأرض السودان حتى اليوم